# Гельмут Мюнстер
Гельмут Мюнстер (нім. Helmut Münster; 14 вересня 1916, Магдебург — 5 березня 1982, Брігахталь) — німецький офіцер-підводник, капітан-лейтенант крігсмаріне.

## Біографія
9 жовтня 1937 року вступив на флот. Служив у морській авіації, потім перейшов у підводний флот. З 15 вересня 1942 по 22 жовтня 1943 року — командир підводного човна U-101, з 26 жовтня 1943 по 1 травня 1944 року — U-428, з 29 липня по 4 жовтня 1944 року — U-3501, з 22 грудня 1944 по 2 травня 1945 року — U-3517. Не здійснив жодного походу і не потопив жодного корабля.

## Звання
- Кандидат в офіцери (9 жовтня 1937)
- Морський кадет (28 червня 1938)
- Фенріх-цур-зее (1 квітня 1939)
- Обер-фенріх-цур-зее (1 березня 1940)
- Лейтенант-цур-зее (1 травня 1940)
- Оберлейтенант-цур-зее (1 квітня 1942)
- Капітан-лейтенант (1 січня 1945)

## Нагороди
- Залізний хрест
  - 2-го класу (5 листопада 1940)
  - 1-го класу (31 грудня 1940)
- Авіаційна планка розвідника в бронзі (24 вересня 1941)
- Нагрудний знак підводника (27 січня 1942)
- Хрест Воєнних заслуг 2-го класу з мечами (20 квітня 1944)